# ジオコーディング
ジオコーディング（英語: geocoding）は、各種情報に対して、関連する地理座標（典型的には緯度・経度）を付加すること、およびこれに関する技術やソフトウェアをいう。付加された地理座標のことをジオコードと称する。

## 概要
ジオコーディングは、狭義には地名、住所が示す場所に対して、地理座標を与えることを言う。その場所は地点（例：市役所）では一点に定まるが、ある範囲（例：市町村）では、代表点を一点で示す場合と、領域を多角形、すなわちポリゴンで示す場合がある。代表点は応用目的により、「東西の中心、南北の中心」のように幾何的に与えるか、何らかの意味をもった地点を「市の場合は市役所の位置、川の場合は河口ないし合流点の位置」のように与える。
ジオコーディングは、また各種データ（例：地名を含む文書、ある地点を撮影した写真）に地理座標を与えることもいう。
ジオコーディングは人手で行う場合（例：ウィキペディアの市町村の編集で、その位置を編集者が記述する）と、何らかのコンピュータ処理で自動的に行う場合がある。写真に対しては、撮影時にカメラ内蔵のGPS装置により座標を入力することができる。この場合、EXIF規格の「GPSに関する付属情報」（通称ジオタグ）を用いる。
ジオコーディングの結果を格納し、あるいは、コンピュータ処理を行う場合の基礎となるのが「地名と座標を対応させたデータベース」であり、地名辞書と称したり、ジオコーディング・データベースと称する。代表的なものが、日本では国土地理院が街区に対応する街区レベル位置参照情報をまとめ、その情報に基づき国土交通省が2000年（平成12年）度より整備し、年1回の情報更新は2003年（平成15年）度より定例化した。
ジオコーディングの後に、座標に応じた地点の地図を表示するソフトウェアを連動させることにより、地名を入力して、該当地点の地図を表示することができる。地図検索サービスがこの応用例である。
座標を入力して、該当地点の地名を得ることもこの技術範囲であり、厳密には逆ジオコーディング（リバースジオコーディング）と称する。